# Benno Alexandrowitsch von Siebert
Benno Alexandrowitsch von Siebert (* 22. Mai 1876 in Sankt Petersburg; † 29. April 1926) war ein russischer Diplomat baltendeutscher Herkunft. Er war vor Ausbruch des Ersten Weltkriegs an der kaiserlich-russischen  Botschaft in London tätig und spielte  dem Berliner Auswärtigen Amt regelmäßig Abschriften wichtiger ein- und ausgehender Korrespondenz zu. Dies geschah über fünf Jahre hinweg, zwischen 1909 und 1914, ohne dass eine Enttarnung Sieberts erfolgte.

## Leben
Die Familie von Siebert stammte ursprünglich aus Schlesien, von wo aus der Urgroßvater am Ausgang des 18. Jahrhunderts ins Baltikum übergesiedelt war. Seit 1839 gehörte sie dem livländischen Gouvernementadel an. Die verwandtschaftlichen Bande nach Deutschland blieben  über die Generationen hinweg erhalten. Hieraus resultierte Sieberts Germanophilie, die später das zentrale Motiv für seinen Geheimnisverrat bilden sollte. 1886 besuchte Siebert das Gymnasium in Heidelberg, wo er 1893 das Abitur ablegte. Daraufhin kehrte Siebert nach Russland zurück, um dort 1898 in den Auswärtigen Dienst einzutreten. Nach anfänglicher Verwendung im russischen Außenministerium führten ihn seine Auslandsstationen über Brüssel und Washington nach London. Dort war Siebert seit Mai 1908 als zweiter Sekretär des russischen Botschafters Alexander Konstantinowitsch Benckendorff bis zum Ausbruch des Ersten Weltkrieges tätig.

## Spionagetätigkeit für das Deutsche Reich
Ab März 1909 bestand zwischen Siebert und dem Auswärtigen Amt in Berlin permanenter Kontakt. Der Informationsfluss erstreckte sich über fünf Jahre, ohne dass es zu einer Offenlegung der Quelle kam. Bis Juli 1914 gelangten auf diesem Wege etwa fünf- bis sechstausend streng geheime Dokumente in die Wilhelmstraße. Die von Siebert übermittelten Materialien umfassten nicht nur die Korrespondenz zwischen der russischen Botschaft in London und der Petersburger Zentrale, sondern beinhalteten auch Berichte aus dem weltweiten russischen Botschaftsverkehr sowie Mitteilungen über die Sitzungen des russischen Ministerkomitees. Den deutschen Entscheidungsträgern verschafften Sieberts Dokumente einen tiefen Einblick in die politischen Abläufe Russlands, teilweise sogar der gesamten Triple Entente.

## Späteres Leben (1920 bis 1926)
Mit dem Kriegsausbruch 1914 erklärte Siebert seinen Rücktritt aus dem diplomatischen Dienst, womit seine Spionagetätigkeit ihr Ende fand. Ab 1917 fungierte er als deutscher Gewährs- und Vertrauensmann, der Informationen und Beobachtungen weitergab, aber auch in die Ostseeprovinzen reiste, um im Auftrag der Wilhelmstraße die Stimmung in den von deutschen Truppen besetzten Gebieten zu erkunden. Von 1919 an bis zu seinem Tod widmete sich Siebert im Auftrag des Auswärtigen Amtes der Erforschung der Kriegsschuldfrage.

## Werke
- Benno Alexandrowitsch von Siebert: Einkreisung? Aus den Akten der russischen Diplomatie, Leipzig 1922.
- Paléologue, Maurice: Am Zarenhof während des Weltkrieges. Tagebücher und Betrachtungen. Mit einer Einleitung von Benno von Siebert, München 1929.